# MA-1
MA-1 è il fossile di uno scheletro di un giovane ominide della specie Homo sapiens scoperto nel sito archeologico di Mal'ta lungo il corso del fiume Angara, ad occidente del lago Bajkal, nell'attuale Oblast' di Irkutsk in Russia.

## Descrizione
Lo scheletro, esposto nel museo di San Pietroburgo, apparteneva ad un bambino di circa 3-4 anni, ritrovato in posizione rannicchiata ed orientato verso nord; si crede che avesse occhi castani, capelli scuri e pelle lentigginosa. Fu sepolto con una corona d'avorio e una collana di perle con un pendente intagliato a forma di uccello.
Ha assunto rilevanza nel 2013, quando il DNA antico estratto dal braccio è stato sottoposto a studi genetici, che ne hanno determinato l'appartenenza all'aplogruppo matrilineare U* e all'aplogruppo patrilenare R*, entrambi basali, ossia senza affiliazione ad alcuna sottoclade nota. 
Lo studio avrebbe determinato che il lignaggio della popolazione cui apparteneva questo individuo era quello degli antichi eurasiatici settentrionali (ANE - Ancient North Eurasianin inglese), che avrebbe portato all'emergere delle popolazioni antenate dei nativi americani, degli antichi beringiani e dei paleo-siberiani. 
In particolare, le tracce genetiche sono simili a quelle dei primi nativi americani, caratterizzati dal non presentare tracce genetiche degli asiatici orientali, presenti invece negli odierni nativi americani, suggerendo così, che il corredo genetico di questi ultimi si sia formato in un momento successivo a quello in cui visse il ragazzo di Mal'ta, probabilmente dall'incontro degli ANE con gli antichi asiatici orientali, avvenuto in Asia o in America.
Il ragazzo è associato alla cosidettà cultura di Mal'ta-Buret, tra le più anticohe della Siberia orientale.